# Donji Kremen
Donji Kremen es una localidad de Croacia en el ejido de la ciudad de  Slunj, condado de Karlovac.

## Geografía
Se encuentra a una altitud de 312 m s. n. m. a 107 km de la capital nacional, Zagreb.

## Demografía
En el censo 2011, el total de población de la localidad fue de 44 habitantes.
| Gráfica de población de Donji Kremen 1857-2011                      |
|                                                                     |
| Según los censos de población de la oficina estadística de Croacia. |